# 手事
手事（てごと）は、三曲の音楽である地歌、箏曲、胡弓楽において、歌と歌の間に挟まれた長い器楽部分。半独立した楽章とも言える。これを備えた曲種、楽曲形式を手事物と呼ぶ。

## 概説
語源は、もともと邦楽において楽器の奏法、技法、パートなどを「手」と呼び、「歌」に対し、「手」のみで演じられる「事」から来ている。
近世邦楽は声楽中心の音楽であったが、三曲の音楽においては大きな器楽的展開が見られた。その代表例のひとつが手事である。本来地歌および胡弓楽において発生したもので、もともと独奏曲であったものの前後に声楽部分を付属させ、楽曲形式として手事物の体裁を整えたものと、声楽曲の中の短い間奏部分が次第に発達して長大となったものの二種類があると考えられる。前者では「八千代獅子」や「五段砧」、胡弓本曲の多くの曲がそうであり、比較的数は少ない。後者は多くの地歌手事物曲に当てはまり数多くの曲がある。いずれにしても多くの場合、手事は楽器の技巧や旋律の面白さを聴かせることに主眼がおかれている。
曲中の器楽部としては、手事の他に「合の手」（あいのて）があり、これは手事ほどの長さを有しない短いものを指し、様々な声楽曲に見られる間奏と同じものである。また合の手は三曲のみならずそれ以外の三味線音楽や琵琶楽にもある。
手事には、歌詞の情景を描写するものと、歌とは関係なく絶対音楽的に作られているものがある。前者には更に、楽器が主導的で歌が補助的なものと、その逆のものがある。しかし多くの曲ではこれらの要素が入り交じり、また部分的に描写的であったり、絶対音楽的であったりして変化が大きく、それが魅力ともなっている。
手事は、はじめのうちは音楽的にはわりと単純なものであったが、次第に長大、複雑なものとなり、18世紀後期、大阪の峰崎勾当らにより高められ、手事物が完成された。更に19世紀には京都の盲人音楽家達により多数の手事物の楽曲が作り出される。同時に合奏法が発達して、独奏だけでなく段合わせ、地合わせ、打ち合わせ、本手替手合奏、三曲合奏など、様々な合奏法が編み出され、手事は次第にその中心的部分として発展した。
手事はもともと地歌曲、胡弓楽曲の楽式部分であるが、江戸時代中期になると地歌に箏が合奏されるようになり、箏曲としても手事が演奏されるようになった。やがて幕末には箏が地歌から再独立して行くが、この際にも手事物形式はそのまま箏曲に受け継がれ、明治以降にも手事を持つ箏曲が多数作られている。
後世、この手事を単独に器楽曲様式として抽出、作曲する試みもあり、宮城道雄作曲の「手事」などが有名である。

## 構造
「段」構造を成しているものが多い。初期の手事物である「六段恋慕」（岸野二郎三作曲）の手事は六つの段、「三段獅子」（佐山検校作曲）では三つの段に分かれている。また「八千代獅子」「難波獅子」（継橋検校作曲）などでは、各段が同じ長さを持ち、ほとんど同じ旋律または変奏になっているものがある。この手法はその後も受け継がれ、より変奏に工夫が凝らされ、互いに合奏ができる（段合わせ）よう作られている曲もある。ただし、まったく別の展開として作られている段を持つ曲の方が多い。
これら段とは別に、手事の終わりにたいていコーダ的な「チラシ」が付属する。ただしごく古い曲にはない。更に「前チラシ」「中チラシ」「本チラシ」「後チラシ」などに分かれている曲もある。「前チラシ」は手事の前に置かれる。
京流手事物曲の手事では、手事の最初に前唄からの導入部的な部分である「序」または「マクラ」を持つものが多い。
多くは技巧を凝らし、きわめて高ポジションまで使われる曲も多い。三味線は降ろし撥、すくい撥を交互に早く連続させる音型が多用される。またとくに京流手事物曲の手事には、三味線と箏が交互に音型を受け渡しする「掛け合い」が多い。
手事中ではしばしば部分的に転調が行なわれ、場合によっては段の変わり目で調弦を変えて大きな転調を行なう曲もある。多くは手事が終わり後唄に入るところで調弦を変えるものが多い。
描写的な面では、砧を打つリズムを取り入れた「砧物」の曲群、宇治川での布ざらしを描写した「さらし」、虫の音を描写した「虫の音」（藤尾勾当作曲）や「八重衣」（石川勾当作曲）後半、胡弓楽では「鶴の巣籠」のツル、「蝉の曲」（吉沢検校作曲）のセミ、「千鳥の曲」（同）のチドリ、波、松風が挙げられる。ただし、これらもリアルに描写するというよりは象徴的であり、またあくまでもモティーフとして音楽的に発展させられており、単なる描写音楽として片付けることはできない。また、後世の曲でも特定の情景、場面を暗示させるために、これらのモティーフを部分的に使用していることがある。あるいは笹の露（菊岡検校作曲）の手事では、きわめて掛け合いが多く、これは酒を差しつ差されつを現わしたものであるといわれる。また「吾妻獅子」（峰崎勾当作曲）、「越後獅子」（同）、 「御山獅子」（菊岡検校作曲）など「獅子物」と呼ばれる曲群の手事は、直接獅子舞を描写するというよりは、格調高くしかも華麗な旋律を持つのが特徴である。
大曲では、「松竹梅」（三つ橋勾当作曲）、「宇治巡り」（松浦検校作曲）、「新青柳」（石川勾当作曲）、「千代の鶯」（光崎検校作曲）など、曲中に二カ所の手事を持つ曲も多い。更に「根曳の松」（三つ橋勾当作曲）のように、三カ所の手事を持つ曲もある。